# آتروفی

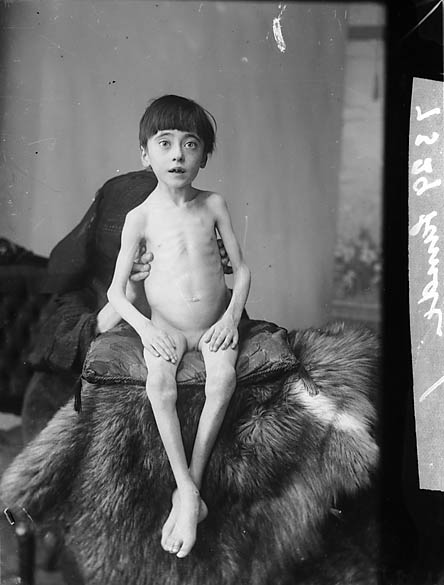
یک کودک گرسنه

آتروفی یا کاهیدگی (به انگلیسی: Atrophy) اضمحلال (نابودی، تجزیه) کامل یا جزئی بخشی از بدن است. دلایل آتروفی شامل این موارد است: جهش‌ها (که می‌تواند منجر به نابودی ژن سازنده یک عضو شود)، تغذیه ضعیف، گردش ضعیف، فقدان پشتیبانی هورمونی، فقدان تأمین عصبی به اعضای هدف، آپوپتوز تعداد زیادی از سلول‌ها، تمرین ورزشی بد یا تمرین نکردن، یا بیماری‌های ذاتی خود بافت‌ها. در رویه‌های پزشکی، به ورودی‌های عصبی و هورمونی که یک عضو یا هورمون را حفظ می‌کنند، اثرات تروفیک می‌گویند. شرایط عضلات تروفیک تحلیل یافته را آتروفی گویند. آتروفی، تقلیل اندازه سلولی، عضوی یا بافتی است، بعد از این که به بلوغ رشد طبیعی خود رسیده باشد. در مقایسه، هیپوپلازیا، تقلیل اندازه یک سلول، عضو یا بافتی است که به بلوغ طبیعی اش نرسیده باشد.
آتروفی، فرایند فیزیولوژیکی عمومی دخیل در بازجذب و تجزیه بافتی می‌باشد. زمانی که آتروفی به دلیل بیماری یا از دست رفتن پشتیبانی تروفیک یا بیماری‌های دیگر به‌وجود می‌آید، به آن آتروفی پاتولوژیکال (یا آتروفی آسیب‌شناختی) گفته می‌شود، گرچه که می‌تواند بخشی از تکوین طبیعی بدن و هم-ایستایی نیز باشد.